# Хуснічоара
Хуснічоара (рум. Husnicioara) — село у повіті Мехедінць в Румунії. Входить до складу комуни Хуснічоара.
Село розташоване на відстані 258 км на захід від Бухареста, 15 км на схід від Дробета-Турну-Северина, 86 км на північний захід від Крайови.

## Населення
За даними перепису населення 2002 року у селі проживали 311 осіб, усі — румуни. Усі жителі села рідною мовою назвали румунську.